# 彭煥基
彭煥基（？年—？年），樂山人，由光緒乙亥舉人，光緒十七年署鄰水縣教諭。是一位政治人物，清朝時曾在四川順慶府鄰水縣（位於今四川省東部，梁大同三年置，是一個千年古縣）擔任官吏。